# Ambrogio Traversari
Ambrogio Traversari (en latin Ambrosius Traversarius, en français parfois Ambroise le Camaldule), né le 19 septembre 1386 à Portico di Romagna, près de Forlì, mort le 21 octobre 1439  à Florence, est un moine italien, prieur général de l'ordre camaldule à partir de 1431, théologien, hagiographe, et aussi traducteur de nombreux textes du grec au latin. C'est un saint de l'Église catholique, fêté le 20 novembre.

## Éléments biographiques

### Le moine érudit
Il est issu de l'illustre famille Traversari de Ravenne (à laquelle saint Romuald, fondateur de l'ordre camaldule au début du XIe siècle, se rattachait aussi par sa mère Traversara Traversari). À quatorze ans (en 1400), il entre au couvent Sainte-Marie-des-Anges, à Florence. Il se fait rapidement connaître autant par sa piété que par ses dons intellectuels et son ardeur pour l'étude. Le grec étant à l'honneur à Florence depuis que Manuel Chrysoloras l'y a enseigné (février 1397-mars 1400), Ambrogio apprend rapidement cette langue dans les années suivantes, en autodidacte selon ses propres dires. Mais en 1406, le Grec Démétrios Scaranos se retire au couvent Sainte-Marie-des-Anges (où il prend l'habit en 1417 et meurt en 1426) : si apparemment il n'a pas été le professeur de grec d'Ambrogio, sa présence dans le même couvent n'a sûrement pas été étrangère à la parfaite maîtrise de cette langue à laquelle le jeune moine est parvenu. Quant à Manuel Chrysoloras, Ambrogio le rencontre à l'occasion des deux séjours qu'il fait à Florence pendant l'été 1413 et en janvier-février 1414, et le vieux lettré byzantin est impressionné par la culture bilingue du jeune moine ; il lui adresse une longue lettre philosophique en grec sur le thème de l'amitié. Ambrogio lui-même exprime dans ses lettres la plus grande considération pour Chrysoloras, et de l'émotion pour la bienveillance qu'il lui a témoignée ; en mars 1416, il demande à Francesco Barbaro de lui trouver une copie de l'Échelle du paradis de Jean Climaque, texte que Chrysoloras lui a conseillé de lire en grec et qu'il veut aussi traduire en latin.
Il faut aussi signaler sa proximité avec le riche érudit humaniste Niccolò Niccoli, grand collectionneur tant de livres que d'objets antiques, l'un des pivots des cercles humanistes de l'époque, qui lui ouvre sa bibliothèque et apprécie fort sa connaissance du grec. Traversari devient son collaborateur intellectuel et son conseiller spirituel, et leur étroite amitié dure jusqu'à la mort de Niccoli, veillé par Traversari, en 1437. Dans une lettre de 1433, le moine affirme que le vieil humaniste le harcèle en permanence pour qu'il poursuive son activité de traducteur des Pères de l'Église grecque en latin. Traversari amène Niccoli à se rapprocher du christianisme à la fin de sa vie, et à communier à nouveau ; inversement, Niccoli l'introduit à la culture humaniste et le met en relation suivie avec les cercles érudits de Florence (notamment Leonardo Bruni, et aussi Cosme de Médicis), mais également de Rome et de Venise.
En 1423, le pape Martin V envoie deux lettres, l'une au prieur du couvent Sainte-Marie-des-Anges, le Père Matteo, l'autre à Traversari lui-même, exprimant son soutien au grand développement des études patristiques dans cet établissement, et tout particulièrement au travail de traduction des Pères grecs mené par Traversari. Le pape a en vue les négociations qu'il mène alors avec l'Église grecque : début 1423, son légat Antoine de Massa est revenu de Constantinople et rapporte avec lui plusieurs manuscrits grecs qui seront confiés à Traversari pour traduction : notamment l'Adversus Græcos de Manuel Calécas, et pour les classiques les Vies et doctrines des philosophes illustres de Diogène Laërce, texte qui ne sera longtemps diffusé que dans la traduction latine de Traversari. Dans l'épître dédicatoire à sa traduction du traité de Calécas (effectuée pendant l'été ou l'automne 1424), Traversari manifeste aussi pour la première fois son grand intérêt à voir résolu le schisme entre les Églises latine et grecque. Fin 1423, Niccolò Niccoli procure à Traversari un vieux volume contenant tout le corpus des anciens canons ecclésiastiques, et le savant moine exprime dans sa correspondance avec l'humaniste son enthousiasme de pouvoir se plonger dans la vie de l'Église chrétienne antique alors unie, et sur sa lancée il traduit en grec une longue lettre du pape Grégoire le Grand aux prélats d'Orient.

### Le responsable ecclésiastique
En octobre 1431, le nouveau pape Eugène IV convoque un chapitre général de l'ordre camaldule, sous la présidence du cardinal protecteur de l'ordre, avec au programme un état des lieux de la corruption et la nécessité proclamée d'une réforme ; le prieur général, accusé de détournements, est arrêté, incarcéré et contraint à la démission ; Traversari est élu à sa place le 26 octobre avec le soutien du cardinal-protecteur et du pape Eugène IV lui-même, dont il va devenir un proche collaborateur. Entre novembre 1431 et l'été 1434, il entreprend une grande tournée d'inspection et de réforme des établissements de l'ordre en Italie, dont il tient un journal en latin, intitulé Hodœporicon ou Itinerarium, qui ne sera publié que bien plus tard, en 1680, et deviendra le principal texte original légué par Traversari avec sa correspondance. Il est effectivement témoin de la grande décadence dans laquelle est alors tombé l'ordre. Sa volonté de réforme se heurte à de fortes résistances. Il entre notamment en conflit avec Jean-Jérôme de Prague, qui est le « majeur » de l'ermitage de Camaldoli (le foyer historique de l'ordre), partisan lui-même d'une réforme depuis des années, mais apparemment amer devant les conditions de l'élection de Traversari, largement ressentie dans l'ordre comme un coup de force de la curie pontificale. Les raisons du conflit entre les deux hommes semblent de toute façon très complexes.
En 1435, Traversari est envoyé par le pape Eugène IV comme légat auprès du concile de Bâle, où il défend avec intransigeance le principe de la primauté du pape, remise en cause par les évêques de ce concile. Il négocie aussi avec l'empereur Sigismond. Il joue un rôle important dans le transfert officiel du concile à Ferrare le 18 septembre 1437, la raison invoquée étant d'accueillir les délégations des Églises orientales pour mettre fin au schisme entre l'Orient et l'Occident chrétiens. Les Orientaux arrivent à Ferrare en mars 1438, et le concile est à nouveau transféré à Florence en janvier 1439 à cause d'une peste. C'est Ambrogio Traversari qui est chargé, avec Basile Bessarion, de rédiger le décret d'union des Églises qui est lu en grec et en latin, le 6 juillet 1439, dans la cathédrale Santa Maria del Fiore. Il meurt trois mois plus tard, à cinquante-trois ans, dans le couvent San Salvatore di Camaldoli de Florence, et alors qu'Eugène IV s'apprête paraît-il à le nommer cardinal. Son corps est transporté à l'ermitage de Camaldoli où il est enseveli.

## Œuvre
En dehors de son Hodœporicon, texte très important pour l'histoire de l'Italie de la Renaissance, il est l'auteur de deux traités de théologie, l'un sur l'eucharistie, l'autre sur la procession du Saint-Esprit, point d'achoppement entre les Églises latine et grecque, de plusieurs vies de saints, et d'une importante correspondance (organisée en 25 livres dans l'édition Mehus), tous textes écrits en latin.
Il a traduit du grec au latin :
- les Dialogues sur la vie de Jean Chrysostome de Palladios ;
- le Pré spirituel de Jean Moschos ;
- l'Échelle du paradis de Jean Climaque ;
- le traité Sur la hiérarchie céleste du Pseudo-Denys l'Aréopagite ;
- de nombreuses homélies de Jean Chrysostome ;
- trente-neuf homélies (en version grecque) d'Éphrem le Syrien ;
- le traité Sur la virginité de Basile de Césarée ;
- l'Adversus Græcorum errores de Manuel Calécas (qui n'est connu que par sa traduction) ;
- de nombreux autres textes des Pères grecs, des actes des anciens conciles, des canons ;
- les Vies et doctrines des philosophes illustres de Diogène Laërce (traduction imprimée dès 1472, alors que l'original grec ne le fut qu'en 1533).

## Éditions
- Lorenzo Mehus (éd.), Ambrosii Traversarii generalis Camaldulensium aliorumque ad ipsum et ad alios de eodem Ambrosio Latinæ epistolæ, Florence, 1759 ; réimpr. Bologne, Forni, 1968.
- Alessandro Dini-Traversari, Ambrogio Traversari e i suoi tempi. Albero genealogico recostruito. Hodœporicon, Florence, 1912.